# The Sign Painter
The Sign Painter (Originaltitel im Lettischen Pilsēta pie upes) ist eine Tragikomödie von Viesturs Kairišs, die im Januar 2020 in die lettischen Kinos kam. Die internationale Premiere ist im November 2020 beim Tallinn Black Nights Film Festival geplant, wo der Film im offiziellen Wettbewerb gezeigt wird. The Sign Painter basiert auf dem Roman Pilsēta pie upes des lettischen Schriftstellers Gunars Janovskis aus dem Jahr 1992.

## Handlung
Ansis verdient seinen Lebensunterhalt als Maler, ein Handwerk, das in jedem Regime der 1930er Jahre gebraucht wird, ob unter den Kommunisten oder in den turbulenten Jahren des Zweiten Weltkriegs unter den Nationalsozialisten. Ansis ändert verschiedenste Zeichen in der Stadt, erst grün, später rot und schließlich braun. In seinem Leben spielen bislang zwei Männer eine wichtige Rolle. Sein Vater ist krank und stirbt, und dann gibt es noch den Kapitän des Schiffes „Baltais gulbis“.
Als sich Ansis in das jüdische Mädchen Zisele verliebt, die freigeistige und schöne Tochter eines jüdischen Kaufmanns aus der Stadt, muss er deren Vater, den alten Bernshtein, von sich überzeugen, der anfänglich nicht viel von der Verbindung der beiden und von Ansis' Arbeit hält. Und dann tritt auch noch die hübsche Lettin Naiga in Ansis' Leben.

## Produktion

### Literarische Vorlage und Stab

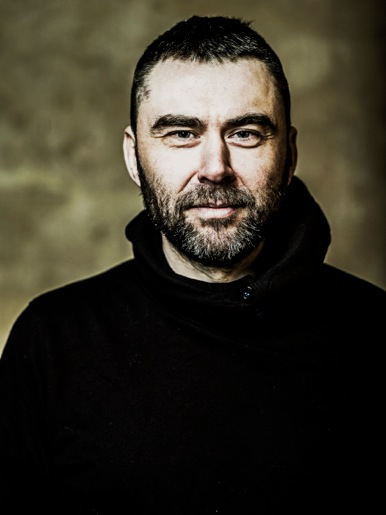
Regisseur Viesturs Kairišs

Der Film basiert auf dem Roman Pilsēta pie upes (Lettisch für „Stadt am Fluss“) des im Jahr 2000 im Exil im Vereinigtes Königreich verstorbenen, lettischen Schriftstellers Gunars Janovskis. Der Roman wurde im Jahr 1992 erstveröffentlicht. Dieser spielt überwiegend in den 1930er und der ersten Hälfte der 1940er Jahre in einer kleinen Stadt namens Katrīnpils (auf Deutsch ungefähr „Katrīnschloss“), Janovskis hat in dem Roman jedoch viele Hinweise verstreut, dass es sich um Jēkabpils auf halbem Weg zwischen Riga und Dünaburg handeln soll, wo der spätere Schriftsteller von 1941 bis 1944 lebte und arbeitete. Hauptfigur und Erzähler ist Ansis Klētnieks, ein 76-jähriger Mann, der nunmehr in einem Pflegeheim in England lebt und sich an die wichtigsten Wendepunkte in seinem Leben erinnert, als er Mitte zwanzig war und noch in Katrīnpils lebte. Neben Ansis' Schulzeit und seiner Arbeit als Maler erzählt Janovskis auch von dessen erster Liebe. Im Roman heißt das jüdische Mädchen Roza. Sie kannten sich von klein auf, und Roza fand nach ihrer Ermordung in einem Massengrab irgendwo im Moor von Kaķīši ihre letzte Ruhe. Die andere wichtige Frau in Ansis' Leben ist Naiga, die als junges Mädchen, im Alter von etwa 15 Jahren, in der kleinen Stadt ankam und ebenfalls starken Einfluss auf sein Leben nahm. Sie sind während des gesamten Romans mehr oder weniger zusammen.
Regie führte Viesturs Kairišs, der auch das Drehbuch schrieb. Es handelt sich um den vierten Spielfilm des lettischen Opern-, Film- und Theaterregisseurs. Sein erster Spielfilm Verhextes Land kam im November 2001 in die tschechischen Kinos und wurde im Juli 2002 beim Karlovy Vary International Film Festival vorgestellt. Sein zweiter Langfilm Tumšie brieži kam im September 2006 in die lettischen Kinos, sein dritter Melanies Chronik (Melānijas hronika) mehr als zehn Jahre später im November 2016.

### Besetzung und Dreharbeiten
Die Hauptrolle des titelgebenden Zeichenmalers Ansis wurde mit Dāvis Suharevskis besetzt. Die tschechische Schauspielerin und Sängerin Brigita Cmuntová spielt die Jüdin Zisele, der lettische Schauspieler Gundars Āboliņš deren Vater Bernshtein. In weiteren Rollen sind die lettische Schauspielerin Agnese Cīrule als Naiga, der Lette Juozas Budraitis als Kapitän des „Baltais gulbis“, Aidas Jurgaitis als der Baltendeutsche Andreas, Guntis Pelna als der NKWD-Offizier Mamonov, Maris Susejs als Bite und Imants Slisans als Ansis' Vater zu sehen.
Die Dreharbeiten fanden anfangs in Krāslava, später in Ludza statt. Krāslava (im Deutschen Kreslau) und Ludza (im Deutschen Ludsen) befinden sich in den Lettgallen, eine Region Lettlands mit ausgeprägt multikulturellem Charakter im Südostteil des Landes, in dem neben den Lettgallen traditionell Juden, Polen, Litauer, Weißrussen und russische Altgläubige leben. Durch die Lettgallen fließt die Daugava (im Deutschen Düna). Die Beerdigungsszene von Ansis' Vater wurde auf einem an der Düna gelegenen Friedhof in Krāslava gedreht. Weitere Aufnahmen entstanden im Studio Ego Media in Riga. Als Kameramann fungierte Gints Bērziņš. Der Arbeitstitel, unter dem der Film entstand, war City of the River, im Lettischen auch Pilsēta pie upes, dem dortigen Titel des Films.

### Veröffentlichung
Ab 17. Januar 2020 wurde der Film in den lettischen Kinos gezeigt und avancierte dort zu einem der meistbesuchten Filme des Jahres (mit mehr als 67.000 Zuschauern bis Herbst 2020). Im November 2020 wurde er beim Tallinn Black Nights Film Festival vorgestellt und feierte hier seine internationale Premiere. Ende Mai, Anfang Juni 2022 wird er beim Kinder- und Jugendfilmfestival in Zlín gezeigt. Die Vertriebsrechte in Nordamerika liegen bei Menemsha Films.

## Auszeichnungen
Lettischer Filmpreis „Lielais Kristaps“ 2020
- Nominierung als Bester Film (Guntis Trekteris)
- Nominierung für die Beste Regie (Viesturs Kairišs)
- Auszeichnung für das Beste Drehbuch (Viesturs Kairišs)
- Nominierung als Beste Schauspielerin (Agnese Cīrule)
- Auszeichnung als Bester Schauspieler (Dāvis Suharevskis)
- Auszeichnung als Beste Nebendarstellerin (Brigita Cmuntová)
- Nominierung als Bester Nebendarsteller (Juozas Budraitis)
- Nominierung als Bester Nebendarsteller (Gundars Āboliņš)
- Nominierung für die Beste Kamera (Gints Berzins)
- Nominierung für das Beste Make-Up (Aija Beata Rjabovska)
- Nominierung für die Besten Kostüme (Rūta Kuplā und Agne Rimkutė)
- Nominierung für die Beste Ausstattung (Ieva Jurjane)
- Nominierung für die Beste Filmmusik (Juste Janulytė)
- Nominierung für den Besten Filmschnitt (Armands Začs)
- Auszeichnung für den Besten Ton (Robert Slezák und Ludvík Bohadlo)[10][11][12][13]

Tallinn Black Nights Film Festival 2020
- Nominierung im Wettbewerb[14]